# Marc Tüngler
Marc Tüngler (* 1968) ist ein deutscher Rechtsanwalt aus Herne. Er ist Mitglied in verschiedenen Aufsichtsratsgremien und seit 2011 Hauptgeschäftsführer der Deutschen Schutzvereinigung für Wertpapierbesitz.

## Leben und Wirken
Tüngler absolvierte ein Studium der Rechtswissenschaften an der Universität zu Köln und erhielt 1999 seine Zulassung als Rechtsanwalt beim Oberlandesgericht Düsseldorf. Im selben Jahr begann er seine Tätigkeit für den eingetragenen Verein der Deutschen Schutzvereinigung für Wertpapierbesitz (DSW). Im Jahre 2005 wurde er zum Geschäftsführer der DSW Service GmbH ernannt. Zwischen 2007 und 2011 war er Geschäftsführer und ist seit 2011 Hauptgeschäftsführer der DSW.
Außerdem ist er seit 2007 Aufsichtsratsmitglied bei InnoTec TSS, bei freenet AG (seit 2012), sowie bei innogy SE (seit 2017), Albis Leasing AG (seit 2017) und Rheinmetall (seit 2024).
Seit 2015 ist er Mitglied der Regierungskommission Deutscher Corporate Governance Kodex. Außerdem ist er Vorstandsmitglied im Arbeitskreis deutscher Aufsichtsrat e.V. und Herausgeber der Zeitschrift BOARD Zeitschrift für Aufsichtsräte in Deutschland.